# Vitalij Jelisejev
Vitalij Mikhajlovitj Jelisejev (på russisk: Виталий Михайлович Елисеев) (født 26. februar 1950 i Gandja) er en russisk tidligere roer og dobbelt verdensmester.

## Rokarriere
Jelisejev roede først toer uden styrmand og blev i denne båd sammen med Aleksandr Kulagin verdensmester i 1977. Sammen med Kulagin kom han senere med i den sovjetiske firer uden styrmand ved OL 1980 i Moskva sammen med Valerij Dolinin og Aleksej Kamkin, hvor DDR var favoritter; de stillede op som verdensmestre fra året forinden. De to nationer vandt deres indledende heats, og i finalen var DDR hurtigst fra start og holdt føringen hele vejen, mens Sovjetunionen derefter var klart foran Storbritannien på tredjepladsen.
Jelisejev fortsatte i fireren uden styrmand, og med samme besætning vandt Sovjetunionen VM-guld i 1981 og -sølv i 1982.

## OL-medaljer
- 1980:  Sølv i firer uden styrmand